# Żebracz
Żebracz (dawniej też Żebracza, Żebracze) – dawna wieś leżąca u ujścia rzeki Białej do Wisły, w pobliżu Czechowic-Dziedzic i Kaniowa.
Obecnie Żebracz to część miasta (SIMC 0939332 w systemie TERYT) Czechowice-Dziedzice, w jego północnej części, w pobliżu jeziora Błażkowiec.

## Historia
W dokumencie księcia cieszyńskiego Przemysława Noszaka z 31 grudnia 1388 na liście świadków wymieniony został rycerz imieniem Steffke, właściciel wsi Bettelsdorff, co na język polski można by przetłumaczyć jako Żebracz. Nazwa niemieckojęzyczna nie utrzymała się i została całkowicie zastąpiona polską formą. Kolejny znany właściciel wsi, Otton, w 1443 w dokumencie księcia Wacława I cieszyńskiego pisał się jako de Zebraczie. W dokumencie sprzedaży księstwa oświęcimskiego Koronie Polskiej przez Jana IV oświęcimskiego wystawionym 21 lutego 1457 miejscowość wymieniona została jako Zebracza.
Miejscowość położona była u ujścia rzeki Białej do Wisły, które niejednokrotnie zmieniało swe koryto, dzieląc miejscowość na dwie części. Od 1457 rzeka ta stała się granicą państwową oddzielającą Królestwo Polski od Królestwa Czech (które od 1526 było częścią państwa Habsburgów). Część miejscowości leżąca na lewym (czeskim) brzegu Białej została z czasem wchłonięta przez Czechowice, gdzie nazwa Żebracze przetrwała do dziś jako określenie zwyczajowe, z kolei prawobrzeżna część została wchłonięta przez Kaniów swoją nazwą wypierając również nazwę Żebracz.